# Одсонн Едуар
Одсо́нн Едуа́р (фр. Odsonne Édouard, нар. 16 січня 1998, Куру) — французький футболіст, нападник клубу «Крістал Пелес».
Виступав також за «Тулузу» і юнацькі збірні Франції.
Чемпіон Шотландії. Дворазовий володар Кубка шотландської ліги.

## Клубна кар'єра
Народився 16 січня 1998 року в місті Куру. Вихованець Футбольної академія Бобіньї, з 2011 року займався в академії «Парі Сен-Жермен».
У дорослому футболі дебютував 2016 року виступами на умовах оренди з ПСЖ за команду клубу «Тулуза», в якій провів неповний сезон, взявши участь у 16 матчах чемпіонату. Перебуваючи у цьому клубі 30 березня був затриманий поліцією за інцидент із застосуванням пневматичної зброї супроти 62-го чоловіка, внаслідок чого отримав 4-и місяці умовного терміну та 6 тис. євро штрафу (котрі через вчасну несплату зросли до 20 тисяч фунтів стерлінгів 2021-го року), а «Тулуза» відмовилась від його та Матьє Кафаро послуг.
31 серпня 2017 року також на орендних умовах приєднався до шотландського «Селтіка» приєднався 2017 року. Юний французький нападник швидко почав отримувати ігровий час і досить регулярно відзначатися голами у ворота суперників, допомігши команді за результатами сезону виграти чемпіонат Шотландії і Кубок шотландської ліги.
15 червня 2018 року «кельти» викупили контракт нападника в ПСЖ і уклали з ним чотирирічну угоду. Трансферну суму оголошено не було, однак шотландський клуб зазначив, що угода стала рекордною у його історії.

## Виступи за збірні
2014 року дебютував у складі юнацької збірної Франції, взяв участь у 36 іграх на юнацькому рівні за команди різних вікових категорій, відзначившись 24 забитими голами.
У складі команди 17-річних у 2015 році був учасником юнацького чемпіонату Європи  U-17, на якому забив 8 з 15 голів своєї команди на турнірі, включаючи хет-трик у ворота німецьких однолітків у фінальній грі (4:1), ставши найкращим бомбардиром і найкращим гравцем юнацької континентальної першості, яку за його безпосередньої участі французи виграли.

## Статистика виступів

### Статистика клубних виступів
Станом на 6 травня 2018 року
| Сезон             | Команда           | Чемпіонат         | Чемпіонат | Чемпіонат | Національний кубок | Національний кубок | Національний кубок | Континентальні кубки | Континентальні кубки | Континентальні кубки | Інші змагання | Інші змагання | Інші змагання | Усього | Усього |
| Сезон             | Команда           | Ліга              | Ігор      | Голів     | Ліга               | Ігор               | Голів              | Ліга                 | Ігор                 | Голів                | Ліга          | Prem          | Голів         | Ігор   | Голів  |
| ----------------- | ----------------- | ----------------- | --------- | --------- | ------------------ | ------------------ | ------------------ | -------------------- | -------------------- | -------------------- | ------------- | ------------- | ------------- | ------ | ------ |
| 2016–17           | «Тулуза»          | Л1                | 16        | 1         | КФ+КЛ              | 0+1                | 0                  | -                    | -                    | -                    | -             | -             | -             | 17     | 1      |
| 2017–18           | «Селтік»          | ШПЛ               | 22        | 9         | КШ+КШЛ             | 3+1                | 2+0                | ЛЧ+ЛЄ                | 2+1                  | 0                    | -             | -             | -             | 29     | 11     |
| Усього за кар'єру | Усього за кар'єру | Усього за кар'єру | 38        | 10        |                    | 5                  | 2                  |                      | 3                    | 0                    |               | -             | -             | 46     | 12     |

## Титули та досягнення

### Командні
- Чемпіон Шотландії (3):

«Селтік»: 2017-18, 2018-19, 2019-20
- Володар Кубка шотландської ліги (3):

«Селтік»: 2017-18, 2018-19, 2019-20
- Володар Кубка Шотландії (3):

«Селтік»: 2017-18, 2018-19, 2019-20
- Володар Суперкубка Англії (1):

«Крістал Пелес»: 2025
- Переможець юнацького чемпіонату Європи  U-17 (1):

Франція U-17 : 2015

### Особисті
- Найкращий бомбардир юнацького чемпіонату Європи  U-17 (1):

2015 (8 голів)
- Найкращий гравець юнацького чемпіонату Європи  U-17 (1):

2015
- Найкращий бомбардир Чемпіонату Шотландії (2): 2019-20, 2020-21